# Anestesia locoregionale
L'anestesia loco-regionale o anestesia di conduzione è l'anestesia di una parte del corpo, unita alla perdita delle rispettive sensibilità tattile e capacità motoria, attuata tramite blocco nervoso.  L'anestesia prodotta attraverso l'iniezione di un farmaco può paralizzare le terminazioni nervose dei tessuti o raggiungere i nervi posizionati più profondamente, bloccandone la conduzione.

## Le basi anatomiche
Le tecniche dell'anestesia locoregionale sono eseguibili correttamente solo se si fondano su esatte conoscenze anatomiche. Anche l'anatomia topografica dei nervi costituisce un ruolo importante dato che i nervi sono il bersaglio dell'anestesia locale.
Alcuni principi generali sono validi per tutte le tipologie di anestesia locale. Il primo principio, e anche quello più importante, consiste in una tecnica che tenga conto delle variazioni individuali; questo non può essere fatto utilizzando misurazioni medie lineari o angolari: è necessario, invece, scegliere per l'iniezione dei punti di repere che siano fra loro correlati, di modo che un'attenta esplorazione possa liberare l'operatore dalle conseguenze della variabilità individuale. La maggior parte dei punti di repere sono punti scheletrici, ma non tutti sono osservabili ad occhio nudo o tangibili. Dunque occorre estendere l'esame in profondità, e questo può essere fatto allungando, idealmente, il dito nella profondità dei tessuti e utilizzando la punta dell'ago come una sonda. Affinché questo procedimento venga svolto con successo occorre usare un ago rigido e non flessibile.

## Tecniche
Per ottenere un'anestesia di conduzione un anestetico locale è iniettato od applicato sulla superficie del corpo. L'anestetico locale si diffonde poi sul tessuto nervoso, dove inibisce la propagazione degli impulsi di dolore, contrazione muscolare, regolazione della circolazione di sangue ed altre funzioni del corpo. Dosi o concentrazioni relativamente alte di sostanze inibiscono tutti i tipi di sensazioni (dolore, tatto, temperatura ecc...) così come il controllo dei muscoli. Dosi o concentrazioni minori possono inibire selettivamente la percezione del dolore con effetti minimi sulla potenza muscolare. Alcune tecniche di terapia del dolore, come quelle generalmente applicate per via epidurale contro i dolori di parto, usano questo effetto, definito "blocco differenziale".
L'anestesia persiste finché c'è una sufficiente concentrazione di anestetico locale sui nervi interessati. Talvolta un vasocostrittore è aggiunto per diminuire il flusso sanguigno localmente, di conseguenza rallentando il trasporto dell'anestetico locale lontano dal sito dell'iniezione. A seconda della sostanza e della tecnica, l'effetto anestetico può persistere da meno di un'ora a molte. Il posizionamento di un catetere per un'infusione continua o un'iniezione ripetuta permette all'anestesia di conduzione di durare per giorni o settimane. Ciò è tipicamente fatto per casi di terapia del dolore.
Gli anestetici locali possono bloccare praticamente ogni nervo situato tra la periferia ed il sistema nervoso centrale. Piccoli e grandi nervi periferici possono essere anestetizzati individualmente (blocco del nervo periferico) o in fasci anatomici (anestesia del plesso). L'anestesia spinale e l'epidurale sono applicate a livello della colonna vertebrale, agendo sul sistema nervoso centrale o alle sue prime diramazioni periferiche.

### Tipologie anestetiche
- Blocco di ramo: iniezione sottocutanea di un anestetico locale nell'area attorno al ramo da anestetizzare.
- Blocco di nervo periferico: iniezione di un anestetico locale nella vicinanza di un nervo periferico per anestetizzare la rispettiva area nervosa.
- Anestesia intravenosa regionale (blocco di Bier): la circolazione sanguigna di una zona del corpo è interrotta usando un tourniquet, poi una grande quantità d'anestetico locale è iniettato in una vena periferica. La sostanza riempie il sistema venoso della zona e si diffonde nei tessuti dove i nervi periferici e le loro terminazioni sono anestetizzati. L'effetto anestetico è limitato all'area che è esclusa dalla circolazione sanguigna e la normalità è ripristinata non appena la circolazione riprende.
- Blocco di fascia: iniezione di anestetico locale tra piani fasciali muscolari, che così diffonde per arrivare ad anestetizzare i vari nervi che vi decorrono; il principale vantaggio è quello di poter controllare il dolore preservando la funzione motoria
- Blocco di plesso: iniezione di un anestetico locale nella vicinanza di un plesso nervoso, spesso all'interno di un compartimento fasciale che limita la diffusione della sostanza alla zona interessata. L'effetto anestetico si estende alle aree nervose di molti o tutti i nervi che originano dal plesso.
- Blocchi neurassiali:
  - Anestesia epidurale o peridurale: un anestetico locale è iniettato nello spazio epidurale, dove agisce principalmente sulle radici dei nervi spinali.
  - Anestesia spinale o subaracnoidea: un anestetico locale è iniettato nel liquido cerebrospinale, solitamente nella zona lombare, dove agisce su cono midollare, cauda equina e radici nervose; l'anestesia che ne deriva si estende solitamente dai piedi fino all'addome.

## Anatomia applicata del sistema dentale
L'anestesia di conduzione o di blocco può distinguersi in due tipi. Si può tentare di anestetizzare i nervi dentali e periodontali più vicino possibile al dente. Il punto in cui si possono raggiungere questi nervi è il plesso dentale o alveolare sia a livello dell'arcata superiore che inferiore. Il plesso in questione è formato dal reticolo delle fibre che si trovano nella sostanza spugnosa, immediatamente al di sopra o al di sotto degli apici delle radici nelle rispettive arcate. Questo tipo di anestesia orale può essere denominata anestesia di plesso. È limitata a piccole aree della mandibola o a piccoli gruppi di denti. Se devono essere bloccati i nervi alveolari o i rami trigeminali che danno origine ai nervi alveolari, sembra più appropriata l'anestesia tronculare.
L'accessibilità del plesso dentale dipende interamente dallo spessore e dalla densità delle lamine alveolari, in quanto, l'iniezione deve essere effettuata alla base del processo alveolare, sulla sua superficie esterna o interna. Dunque, le regioni mandibolari premolare e molare, caratterizzate da un rilevante spessore delle lamine alveolari compatte, non possono essere trattate con l'anestesia di plesso. A livello dei canini e degli incisivi inferiori, la lamina ossea esterna è abbastanza sottile da consentire l'ampliamento del liquido iniettato, nella parte spongiosa della mandibola, in tutte le zone. Il nervo incisivo, che è all'origine del plesso dentale, è posizionato fra il margine inferiore della mandibola e le radici degli incisivi. Pertanto, il nervo incisivo, si trova a livello della fossa mentale, una depressione situata superiormente e lateralmente alla protuberanza mentale. L'iniezione dovrebbe essere effettuata nella profondità della fossa mentale stessa e, per questo motivo, tale tecnica è resa ancor più favorevole dal fatto che la compatta esterna della mandibola, a livello della fossa mentale, è perforata da piccole aperture. L'anestesia di plesso per i denti incisivi inferiori ha successo se si è in grado di individuare un punto posto al di sotto del livello degli apici di questi due denti. La lamina alveolare esterna del mascellare è solitamente sottile e porosa, questo rende efficace l'anestesia di plesso. Soltanto nella regione del primo molare superiore, dove si trova l'estremità inferiore della cresta zigomatico-alveolare, il pilastro medio (o zigomatico) dello scheletro mascellare, che dà origine ad una lamina ossea relativamente spessa a livello della sua superficie esterna. In generale possiamo dire che, l'anestesia di plesso per i denti mascellari, debba essere eseguita tramite un'iniezione in corrispondenza o superiormente al livello degli apici radicolari. Tuttavia, due studi non sono totalmente d'accordo con la scelta di questa metodologia; favoriscono infatti un'iniezione a livello del terzo apicale delle radici. Una motivo per optare per questa tecnica è la conformazione dello scheletro stesso, in particolare nelle regioni degli incisivi e del primo molare.
A livello di queste zone, la superficie esterna del mascellare, si presenta concava in direzione buccale; in altre parole, la superficie esterna dell'osso si trova tanto più lontana dal piano della radice quanto più ci si sposta superiormente. Questo è determinato nella regione incisiva, dalla proiezione anteriore e spesso pronunciata del margine inferiore dell'apertura piriforme, specialmente al di sopra degli incisivi centrali, alla base della spina nasale anteriore. Nell'area del primo molare, la cresta zigomatica alveolare si incurva, formando un arco più o meno netto verso l'alto e lateralmente in direzione del processo zigomatico del mascellare. Inoltre è importante rilevare che, nelle regioni degli incisivi e del primo molare, la lamina alveolare esterna aumenta il suo spessore e la sua densità, in corrispondenza della base del processo alveolare. Un'altra ragione per praticare l'iniezione leggermente al di sotto del livello degli apici radicolari dei denti superiori è costituita dalla struttura del connettivo sottomucoso, entro il quale l'iniezione deve essere effettuata. L'iniezione per l'anestesia del plesso mascellare si effettua a livello dell'area in cui la mucosa vestibolare presenta un attacco lasso sopra alla giunzione muco-gengivale, confine oltre il quale la gengiva risulta più aderente e ben fissata. Iniettando in corrispondenza o sopra al livello degli apici radicolari, il liquido passa all'interno del tessuto connettivo, il quale si trova in a livello o sopra il fornice vestibolare. Qui il tessuto connettivo sottomucoso è lasso ed abbondante, dunque il fluido iniettato si disperde più facilmente allontanandosi dall'osso e diffondendo in un'area alquanto estesa. Se il chirurgo decide di seguire l'idea istintiva per cui l'iniezione abbia tanto più successo quanto più profondamente viene introdotto l'ago, le possibilità di rapida penetrazione del liquido anestetico nell'osso spongioso vengono notevolmente ridotte. Se però l'iniezione si effettua a livello, o nella zona subito inferiore, della linea del fornice, si è in corrispondenza di un tessuto sottomucoso molto più ridotto e non così lasso. Il liquido iniettato viene allora trattenuto in un'area di estensione minore e più a stretto contatto con l'osso, garantendo così la penetrazione di un'adeguata quantità di anestetico sufficientemente concentrata. Un'iniezione sottoperiostale è in ogni caso controindicata, in quanto, il distacco del periostio dall'osso, determina la lesione dei vasi sanguiferi che penetrano all'interno dell'osso stesso. Può dunque causare ematomi sottoperiostali ed un acuto dolore post-operatorio. Ogni vantaggio che un'iniezione sottoperiostale comporterebbe, sarebbe dunque trascurabile a causa di queste complicazioni. Se il fluido iniettato penetrasse all'interno dell'osso compatto della lamina alveolare, il periostio del mascellare, essendo fragile, non potrebbe in ogni caso costituire un ostacolo sicuro.
Nell'osso spongioso, il liquido si diffonde abbastanza uniformemente e la direzione della dispersione è determinata dall'estensione delle cellette midollari. La soluzione anestetica, dopo aver raggiunto l'osso spongioso, al di sopra dell'apice radicolare, va automaticamente verso l'alto, a livello della base del processo alveolare, in quanto, la lamina alveolare esterna è fusa con l'osso alveolare propriamente detto, nella parte cervicale dell'alveolo. È accreditato lo studio secondo cui l'iniezione palatina renda più efficace l'iniezione buccale, se quest'ultima non è completamente funzionale. Questo modus operandi ha successo soltanto in casi eccezionali. Solitamente, la lamina linguale dell'osso alveolare nella regione incisiva, canina e premolare è arcuata e si allontana dagli apici dei denti in questione. Nella regione molare, in cui la lamina alveolare interna risale ripidamente, la massima efficacia che ci si può aspettare da un'iniezione palatina è un effetto sui nervi che penetrano nella radice linguale dei molari. Questi nervi, sono però soltanto rami del plesso dentale, situato buccalmente, e raggiungono la loro zona di pertinenza decorrendo attraverso l'osso spongioso, al di sopra dei molari o più raramente in una delle creste ossee del seno mascellare. Se un'iniezione buccale all'interno della regione dei molari non porta al risultato voluto, l'iniezione palatina può, al massimo, consentire una parziale anestesia del dente. Le eccezioni in cui un'anestesia linguale può essere utile riguardano individui che presentano il palato estremamente alto e con processi alveolari lunghi e ristretti. In questi casi, la lamina alveolare interna nelle regioni premolare, canina e talvolta anche nella regione incisiva, risale in modo così ripido che la distanza dalla lamina alveolare interna fino all'apice dei denti risulta fortemente ridotta.
Dopo un'anestesia di plesso avvenuta con successo, l'area di pertinenza dell'anestesia comprende il dente stesso, i suoi legamenti periodontali, la gengiva sulla faccia buccale del processo alveolare e le papille interdentali. I tessuti molli, sulla superficie linguale del processo alveolare, non sono anestetizzati, infatti, la mucosa sul lato linguale della mandibola è innervata per tutta la sua estensione da rami del nervo linguale. I nervi palatino e naso-palatino innervano invece la gengiva e la mucosa linguale dell'arcata mascellare. La mucosa del versante linguale della mandibola può essere anestetizzata facilmente, tramite l'iniezione di piccole quantità di una soluzione anestetica al di sotto del margine inferiore della gengiva linguale. A livello del nervo mascellare, un'anestesia palatina dovrebbe essere eseguita soltanto in zone ben distinte e separate, a causa della struttura peculiare e della densità della mucosa palatina.

## Indicazioni

### In chirurgia e odontoiatria
In pratica ogni parte del corpo umano può essere anestetizzata usando l'anestesia di conduzione. Comunque, soltanto un numero limitato di tecniche sono di uso comune. Talvolta l'anestesia di conduzione è combinata con la anestesia generale o la sedazione per il comfort del paziente e facilitare la pratica chirurgica. Interventi tipici eseguiti sotto anestesia di conduzione comprendono:
- Odontoiatria (a. di superficie, a. per infiltrazione, a. intrapulpare, blocchi del nervo)
- Chirurgia oculistica (a. di superficie con a. locale, blocco retrobulbare)
- Interventi otorinolaringoiatrici, interventi alla testa, al collo
- Chirurgia della spalla e del braccio
- Cardiochirurgia e chirurgia polmonare
- Chirurgia dell'addome
- Interventi ginecologici, ostetrici, urologici
- Interventi alle ossa, articolazioni, bacino, anche e gambe
- Chirurgia della pelle e dei vasi sanguigni periferici

### In caso di dolore acuto
Il dolore acuto può verificarsi in caso di trauma, chirurgia, infezione, confusione della circolazione sanguigna o di molte altre condizioni in cui vi sia lesione dei tessuti. In un contesto medico è preferibile alleviare il dolore qualora la sua funzione di "avvertimento" non sia più richiesta. Inoltre la terapia del dolore, migliorando il benessere del paziente, può anche ridurre le dannose conseguenze psicologiche derivanti da un dolore non curato.
Il Dolore acuto è spesso gestito con l'uso di Analgesici. Comunque, l'anestesia di trasmissione può venire prediletta per via di un maggiore controllo del dolore e di minori effetti collaterali. Per i propositi della terapia del dolore, gli anestetici sono spesso somministrati tramite ripetute iniezioni o continue infusioni tramite catetere. Piccole dosi di anestetico locale possono essere sufficienti affinché non si verifichi la debolezza muscolare che immobilizzerebbe il paziente.
Alcuni usi comuni dell'anestesia di trasmissione per la cura dei dolori acuti sono:
- Doglie (anestesia epidurale)
- Dolori postoperatori (blocchi di nervi periferici, anestesia epidurale)
- Traumi (blocchi di nervi periferici, anestesia regionale intravenosa, anestesia epidurale)

### In caso di dolore cronico
Il dolore cronico di intensità superiore alla minore è una condizione complicata e spesso grave che richiede diagnosi e cura da parte di uno specialista della medicina del dolore. Degli anestetici locali possono venire applicati ripetutamente o continuamente per periodi anche molto lunghi per attenuare il dolore cronico, generalmente in combinazione con medicamenti quali oppiacei, FANS, e anticonvulsivi.

## Tossicità sistemica da anestetici locali
La tossicità sistemica da anestetico locale (LAST) è caratterizzata da sintomi e segni progressivi che si verificano poco dopo l'iniezione di anestetico locale in proporzione alla concentrazione di anestetico locale nel sangue, che culminano in convulsioni e coma. Solitamente la tossicità appare su un continuum di effetti avversi nel SNC che, con livelli più tossici, progredisce verso i sintomi cardiovascolari.
Nei casi estremi, seguono segni di instabilità emodinamica e possono portare all'arresto cardiaco. È stato visto come la tossicità possa riguardare gli impulsi della contrazione cardiaca, riducendo il flusso degli ioni sodio a livello dei mitocondri, il che può causare disturbi della conduzione, aritmie ventricolari e disfunzione contrattile. C'è molto dibattito sul fatto che la tossicità sistemica sia l'effetto della disfunzione elettrofisiologica o della disfunzione contrattile.
Il rapporto tra la tossicità cardiovascolare e del sistema nervoso centrale varia anche tra gli anestetici locali. Con lidocaina e mepivacaina, i sintomi del SNC compaiono tipicamente prima dei sintomi cardiovascolari. Gli effetti del SNC sembrano essere associati a disturbi nella trasmissione dell'acido γ-aminobutirrico. L'eccitabilità neuronale è associata all'inibizione del canale del potassio TASK da parte degli anestetici, che contribuisce all'induzione delle convulsioni.
Tuttavia, la lesione o la morte, sembrano essere associate alla tossicità cardiaca.
La capacità di riconoscere e trattare LAST è fondamentale per i medici che somministrano questi farmaci.
In una revisione dei casi di tossicità sistemica, pubblicati nella letteratura peer-reviewed durante un periodo di 30 anni, Di Gregorio (esaminando i rapporti pubblicati di LAST durante un periodo di 30 anni dal 1979 al 2009, per un totale di 93 casi identificati e analizzati per quanto riguarda l'insorgenza della tossicità e lo spettro di segni e sintomi) ha scoperto che il 60% era classico (cioè, insorgenza rapida) con sintomi del SNC e sintomi cardiovascolari. Al contrario, alcuni sintomi sono apparsi più di 5 minuti dopo l'iniezione o sono stati sintomi cardiovascolari isolati. I sintomi prodromici classici (ad esempio, intorpidimento circumorale, gusto metallico, cambiamenti uditivi) sono apparsi solo nel 18% dei loro casi di tossicità in questa serie. Si ritiene che l'anestesia generale, o la sedazione pesante, influenzino il modello clinico di tossicità, in quanto i cambiamenti del SNC possono passare inosservati e la farmacocinetica può essere alterata.